# Shin Eun-soo
Dans ce nom coréen, le nom de famille, Shin , précède le nom personnel.
Pour les articles homonymes, voir Shin.
Shin Eun-soo (hangeul : 신은수 ; hanja : 申恩秀 ; RR : Sin Eun-su ; MR : Sin Ŭnsu) est une actrice sud-coréenne, née le 23 octobre 2002,.

## Biographie
En 2014, Shin Eun-soo fréquente la JYP Entertainment (JYPE) pour être formée en tant que chanteuse et actrice,,.
En 2015, elle est choisie parmi les 300 candidates pour jouer avec Gang Dong-won dans son premier long métrage fantastique Vanishing Time (가려진 시간, 2016), écrit et réalisé par Eom Tae-hwa,.

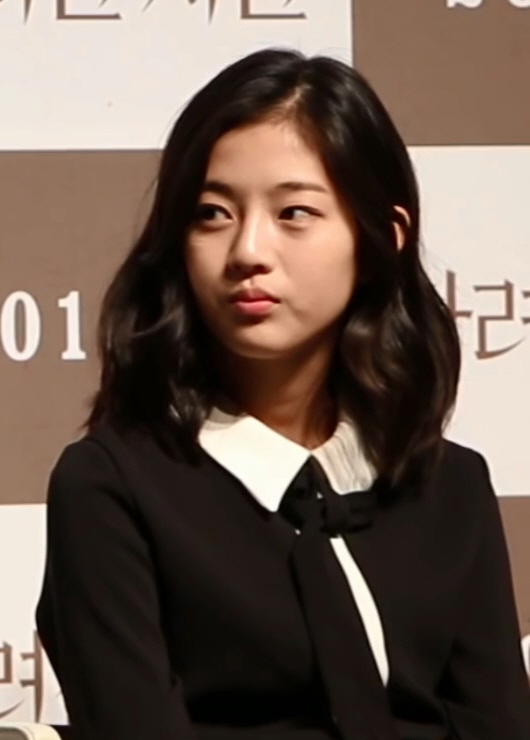
Shin Eun-soo en 2016.

En novembre 2016, elle joue l'adolescente du personnage, interprété par Jun Ji-hyun, dans la série télévisée Legend of the Blue Sea (푸른 바다의 전설),. En décembre, elle est choisie pour le court métrage Chang-ok's Letter (チャンオクの手紙) du japonais Shunji Iwai, où elle incarne la fille de Bae Doona et Kim Joo-hyuk, sorti le 16 février 2017 sur YouTube,.
En août 2017, elle retrouve Gang Dong-won pour le film de science-fiction Illang : La Brigade des loups (인랑, 2018) de Kim Jee-woon, adapté du film d’animation japonais Jin-Roh, la brigade des loups de Hiroyuki Okiura (人狼, 1999) et du manga Kerberos Panzer Cop (犬狼伝説) de Mamoru Oshii,,.
En 2019, elle apparaît dans le film Homme fatale (en) (기방도령) de Nam Dae-joong et, en 2020, dans la série Do Do Sol Sol La La Sol (도도솔솔라라솔).

## Filmographie

### Cinéma

#### Longs métrages
- 2016 : Vanishing Time (가려진 시간) d'Eom Tae-hwa : Su-rin
- 2017 : Vincent (빈센트) de Park Bo-sang
- 2018 : Illang : La Brigade des loups (인랑) de Kim Jee-woon : Lee Jae-hee, fille au chapeau rouge
- 2019 : Homme fatale (en) (기방도령) de Nam Dae-joong : Sook Jeong

Prochainement
- 2023 : Tastes of Horror (괴담만찬) (segment Four-legged Beast (네 발 달린 짐승))

#### Courts métrages
- 2017 : Chang-ok's Letter (チャンオクの手紙) de Shunji Iwai[3]
- 2017 : The Shower (소나기) d'An Jae-hun : la fille (voix)
- 2021 : The Prey (네발 달린 짐승) de Yoon Een-kyoung

### Télévision

#### Séries télévisées
- 2017 : Legend of the Blue Sea (푸른 바다의 전설) : Se-hwa, adolescente (3 épisodes)
- 2017 : Magic School (마술학교) : Han Yi-seul
- 2018 : Bad Papa (배드파파) : Yoo Yeong-seon
- 2020 : SF8 (에스 에프 에잇) : Hye-hwa (épisode 7 : Baby It's Over Outside (일주일 만에 사랑할 순 없다))
- 2020 : Do Do Sol Sol La La Sol (도도솔솔라라솔) : Jin Ha-yeong
- 2022 : Bloody Heart (en) (붉은 단심) : Yoo Jeong, jeune (apparition exceptionnelle)
- 2022 : A Model Family (en) (모범가족;) : Park Yeon-woo
- 2022 : Summer Strike (en) (아무것도 하고 싶지 않아) : Kim Bom
- 2023 : Delivery Man (딜리버리맨) : la témoin
- 2023 : Twinkling Watermelon (반짝이는 워터멜론) : Cheong-ah

## Distinctions

### Récompense
- The Night of Stars: Korea Top Star Awards 2016 : prix de la popularité pour le rôle de Su-rin dans Vanishing Time[14]

### Nominations
- Chunsa Film Art Awards 2017 : meilleure actrice débutante pour le rôle de Su-rin dans Vanishing Time
- Grand Bell Awards 2017 : meilleure actrice débutante pour le rôle de Su-rin dans Vanishing Time